# Eduard Hahn
Eduard Hahn, född 7 augusti 1857, död 24 februari 1928, var en tysk näringshistoriker.
Hahn blev 1910 privatdocent vid universitetet i Berlin och erhöll 1913 professors titel. Han utgav de för etnologin och de mänskliga näringarnas historia viktiga Die Haustiere und ihre Beziehungen zur Wirtschaft des Menschen (1896), Die Entstehung der wirtschaftlichen Arbeit (1908), Die Entstehung der Pflugkultur (1909), samt Von der Hacke zum Pflug (1914).